# 朱見湳
廬江懿簡王朱見湳（1479年—1537年），明朝郑藩第一代庐江王，鄭簡王朱祁鍈庶第十子，明仁宗朱高熾曾孫。

## 生平
朱見湳于成化十五年（1479年）出生，弘治三年九月甲子（1490年9月28日），册封为庐江王，同年十二月，给予朱見湳祿米每年一千石。弘治十年（1497年）十一月，朝廷封東城兵馬副指揮王鎧女為朱見湳王妃。
朱見湳喜收罗古籍、法帖，所藏图书中亦有善本，亦为后世学者称道。嘉靖十六年（1537年），朱見湳逝世，时年59岁，朝廷赐谥号懿簡。六年後庶次子朱祐㭿襲爵。

## 家庭
- 第一子：早殤，未名[8]
- 庶次子：廬江榮繆王朱祐㭿
- 第三子[8]
- 第四子：鎮國將軍朱祐？[8]
- 第五子：早殤，未名[8]